# 梅尔福德·斯皮罗
梅尔福德·艾略特·斯皮罗（1920年4月26日– 2014年10月18日）是一位美国文化人类学學者。他是美国国家科学院和美国文理科学院院士，曾任美國人類學會主席。他曾在圣路易斯华盛顿大学、康涅狄格大学、華盛頓大學、芝加哥大学、加州大學聖地牙哥分校任教。